# Benedikt Hebel

Benedikt Hebel

Benedikt Hebel (* 31. März 1865 in Westerheim bei Ottobeuren; † 26. Februar 1922 in Augsburg) war ein römisch-katholischer Priester und Reichstagsabgeordneter der Zentrumspartei und der Bayerischen Volkspartei (BVP).

## Leben und Werdegang
Nach dem Gymnasium in Dillingen studierte Hebel von 1886 bis 1890 Theologie in München. 1890 zum Priester geweiht, wirkte er als Kaplan in Pfronten und Mittelberg bei Kempten. 1892 bis 1896 hatte er ein Benefiziat in Illertissen. Von 1896 bis 1902 fungierte Hebel als Pfarrer in Dietershofen bei Illertissen, von 1902 bis 1918 in Wiedergeltingen bei Mindelheim, wobei er dort zum Dechant ernannt wurde. Seit dem Oktober 1918 bis zu seinem Tode war Hebel Domkapitular in Augsburg.

## Politische und verbandliche Funktionen
Hebel betätigte sich schon früh in der Hebung der landwirtschaftlichen Verhältnisse in seinen Gemeinden und bekleidete zahlreiche Ehrenämter im landwirtschaftlichen Vereinswesen. Besonders wichtig war dabei seine Arbeit als Sekretär und Schriftführer des Schwäbischen Christlichen Bauernvereins von 1898 bis 1918. Darüber hinaus erlangte der Priester Bekanntheit durch landwirtschaftliche Veröffentlichungen. Politisch engagierte er sich in der Zentrumspartei, die er zeitweilig als Vorsitzender im Wahlkreis Schwaben führte. Aufgrund seines Engagements in der Landwirtschaft kam er als Zentrumskandidat 1899 in die Kammer der Abgeordneten, der er bis 1907 angehörte, und 1903 im Wahlkreis Illertissen-Memmingen-Neu-Ulm (Schwaben 4) bis 1918 in den Reichstag. Auch in die Weimarer Nationalversammlung gelangte er auf der Zentrumsliste des neuen Wahlkreises 24, der die Regierungsbezirke Oberbayern und Schwaben umfasste. Nach der Revolution von 1918 löste sich der bayerische Landesverband vom Zentrum und machte sich als Bayerische Volkspartei selbständig. Hebel legte am 24. Februar 1920 sein Mandat in der Nationalversammlung aus Protest gegen die Entscheidung der Landesversammlung der BVP nieder, die Arbeitsgemeinschaft mit dem Zentrum aufzulösen.